# Анжелика и король
«Анжелика и король» (фр. Angélique et le Roy) — французский историко-авантюрный романтический фильм 1966 года, экранизация третьей одноимённой части «Анжелика и король» многотомного романа о приключениях Анжелики, написанного Анн и Серж Голон.

## Описание сюжета
Супруг Анжелики — маркиз Филипп де Плесси-Беллье — погибает на войне с Голландией. Анжелика оставляет двор и едет в имение мужа Плесси.
В Версале царит роскошная и циничная фаворитка — мадам де Монтеспан. Во Францию прибывает посол Державы Сефевидов — Бачиари-бей. Людовик XIV[уточнить] желает заполучить договор с Персией. Поняв, что его дипломаты бессильны, король задумывает послать к персу женщину — Анжелику.
После недолгих колебаний маркиза решает помочь королю и тайно прибывает в Версаль. Мадам де Монтеспан полагает, что де Плесси прибыла с иной целью — отнять у неё короля. Людовик милостиво возвращает Анжелике парижский дом её первого, казнённого мужа — Жоффрея де Пейрака. В старом, заброшенном доме маркиза находит пожилого алхимика Савари. Кроме того, Анжелика находит окровавленную рубашку Жоффрея, в которой того якобы сожгли. Анжелика смутно сознаёт, что Жоффрей, друг Савари, жив и издали наблюдает за своей женой. Алхимик же упорно утверждает, что Жоффрей мёртв.
Анжелика производит большое впечатление на персидского посла, и он приказывает ей явиться в свой особняк. В это время Людовик с ужасом выслушивает доклад главного полицейского Дегре о том, что в Париже нашли с десяток женщин, убитых послом. Он приказывает послать сотню драгун на выручку Анжелике, но отменяет приказ: посол может обидеться и покинуть Францию.
Бачиари-бей соглашается на договор с Францией в обмен на саму Анжелику. В это время в дом врывается шайка грабителей, их вожак похищает Анжелику и увозит её в своё убежище. Похитителем оказывается опальный венгерский князь Ференц Ракоци, влюблённый в Анжелику.
Посол собирается уезжать, но Анжелика представляет всё так, как будто её похитил разбойник и ей пришлось заплатить выкуп. Посол с делегацией является к Людовику, заключает договор и требует Анжелику. Король оказывается в затруднительном положении, но министр Кольбер приходит на помощь, при всех объявляя Анжелику фавориткой короля. Королевский двор шокирован новостью.
Анжелика становится возлюбленной Ференца Ракоци. Людовик в гневе: вместо того, чтобы и дальше склонять перса к посещению Версаля, мадам де Плесси развлекается с человеком, чьё проживание во Франции нежелательно. Людовик посылает Дегре арестовать Ракоци, но тот успевает скрыться через потайной ход.
Мадам де Монтеспан ненавидит Анжелику и жаждет расправиться с новой фавориткой. Тем временем между королем и Анжеликой происходит объяснение — Анжелика симпатизирует молодому монарху, но не в силах простить ему смерть её любимого мужа — Жоффрея де Пейрака. Людовик признаётся, что Жоффрей не был сожжён, а был тайно помилован королём и переведён в отдалённую тюрьму. По пути туда де Пейрак попытался бежать, но утонул, не имея сил плыть, а на костре вместо графа сожгли другого преступника, приговорённого к смертной казни. Анжелика всё больше склонна верить в то, что её супруг жив — и оказывается права.
Анжелику пытаются убить с помощью отравленной ночной рубашки. Она чудом остается жива, и с помощью верного карлика Баркароля обнаруживает, что за этим стоит фаворитка короля маркиза де Монтеспан. Анжелика и Баркароль проникают на тайную чёрную мессу, где дьяволопоклонники собираются принести младенца в жертву, прося бесплодия для королевы в угоду маркизе де Монтеспан. Возглас Анжелики срывает церемонию, дьяволопоклонники бросаются в погоню, но Баркароль захлопывает перед ним и дверь и ломает в замке ключ. Сатанист стреляет сквозь дверь и пуля скашивает торжествующего Баркароля.
Анжелика рассказывает о заговорщиках Дегре, который уговаривает её не говорить о тех королю. В обмен Дегре сообщает ей, что ему удалось узнать о спасении де Пейрака. Он не утонул в Сене, его вылечили монахи, и затем он пробрался в дом в Париже по потайному ходу, чтобы забрать своё золото, и скрылся на юге Франции. Анжелика хочет сразу же броситься на поиски мужа, но Дегре уговаривает её подождать до утра.
Этой же ночью Жоффрей под покровом темноты проникает в замок, чтобы в последний раз посмотреть на любимую. Он не хочет подвергать новым испытаниям свою жену, поэтому предпочитает оставаться для нее мёртвым. В это же время в дом проникает убийца, подосланный мадам де Монтеспан к Анжелике. Жоффрей убивает злодея. Анжелика просыпается и видит, что Жоффрей жив. Она бежит к нему, но Жоффрей уходит по потайному ходу, оставляя рыдающую Анжелику по ту сторону двери.
Анжелика допытывается от Савари правды. Тот подтверждает, что де Пейрак жив, и передает ей записку от Жоффрея. В записке сказано, что Жоффрей любит Анжелику, но ради её блага просит не искать его. Но Анжелика любит де Пейрака больше жизни и отправляется вместе с Савари на поиски своего возлюбленного.

## В ролях
- Мишель Мерсье — Анжелика Сансе де Монтелу (советский дубляж — Роза Макагонова);
- Робер Оссейн — Жоффрей де Пейрак (советский дубляж — Алексей Алексеев);
- Жан Рошфор — Дегре (советский дубляж — Феликс Яворский);
- Клод Жиро — Филипп де Плесси-Белльер;
- Сэми Фрей — Бачиари-Бей (советский дубляж — Артём Карапетян);
- Жак Тожа — король Людовик XIV (советский дубляж — Александр Белявский);
- Эстелла Блен — маркиза де Монтеспан (советский дубляж — Надежда Румянцева);
- Фред Уилльямс — Ференц Ракоци (советский дубляж — Эдуард Изотов);
- Паскуале Мартино — Савари;
- Жан Пареде — Сент-Эмон;
- Рене Лефевр — Кольбер;
- Мишель Галабрю — Бонтан;
- Филипп Лемер — маркиз де Вард;
- Анн Смирне — Тереза, служанка Анжелики;
- Кароль Ле Беске — мадемуазель Дезейе;
- Мишель Томасс — Эм Де Боншеф;
- Роберто — Баркароль;
- Клер Атана — королева Мария-Терезия Испанская;
- Жоэлль Бернар — Ля Вуазен;
- Робер Фавар — хирург;
- Доминик Зарди.

## Производство

### Съёмочная группа
- Режиссёр: Бернар Бордери;
- Продюсеры: Франсис Кон, Раймон Бордери;
- Сценаристы: Франсис Кон, Бернар Бордери, Ален Деко, Паскаль Жарден;
- Композитор: Мишель Мань;
- Оператор: Анри Персен;
- Художник по костюмам: Розин Деламар;
- Художник по декорациям: Рене Мулаэр.

### Сценарий
Роман «Анжелика и король», по которому был снят одноимённый фильм, гораздо информативнее и глубже своей киноверсии. Фильм освещает только половину приключений главной героини, описанных в книге.

### Съёмки
Съёмки картины проходили в Версале, в замках и поместьях Франции, в частности, в замке Esclimont (château d’Esclimont) в Ивелин — замок маркиза де Плесси-Белльера, в замке Плесси-Бурре, и др.

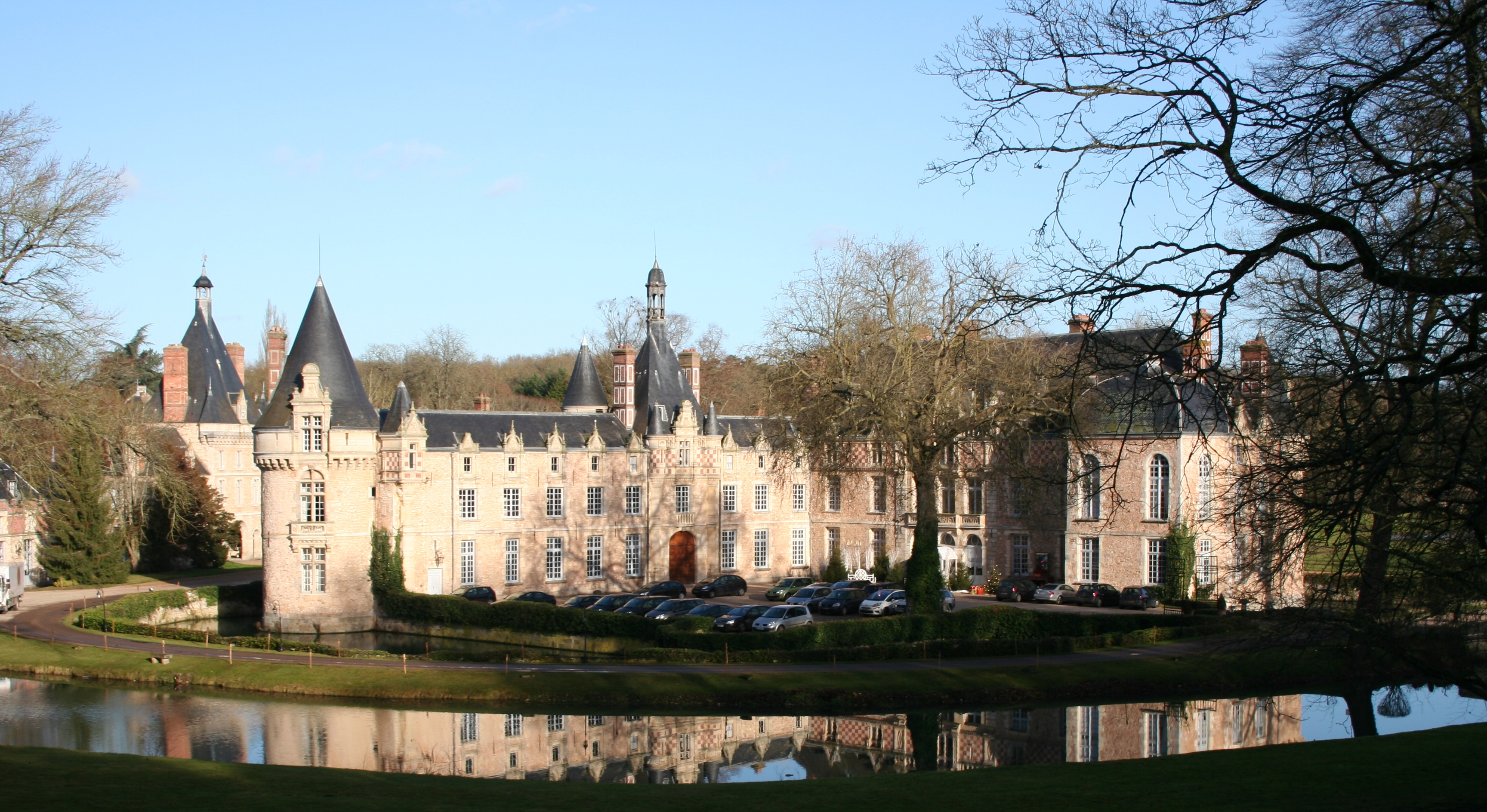
Замок Esclimont
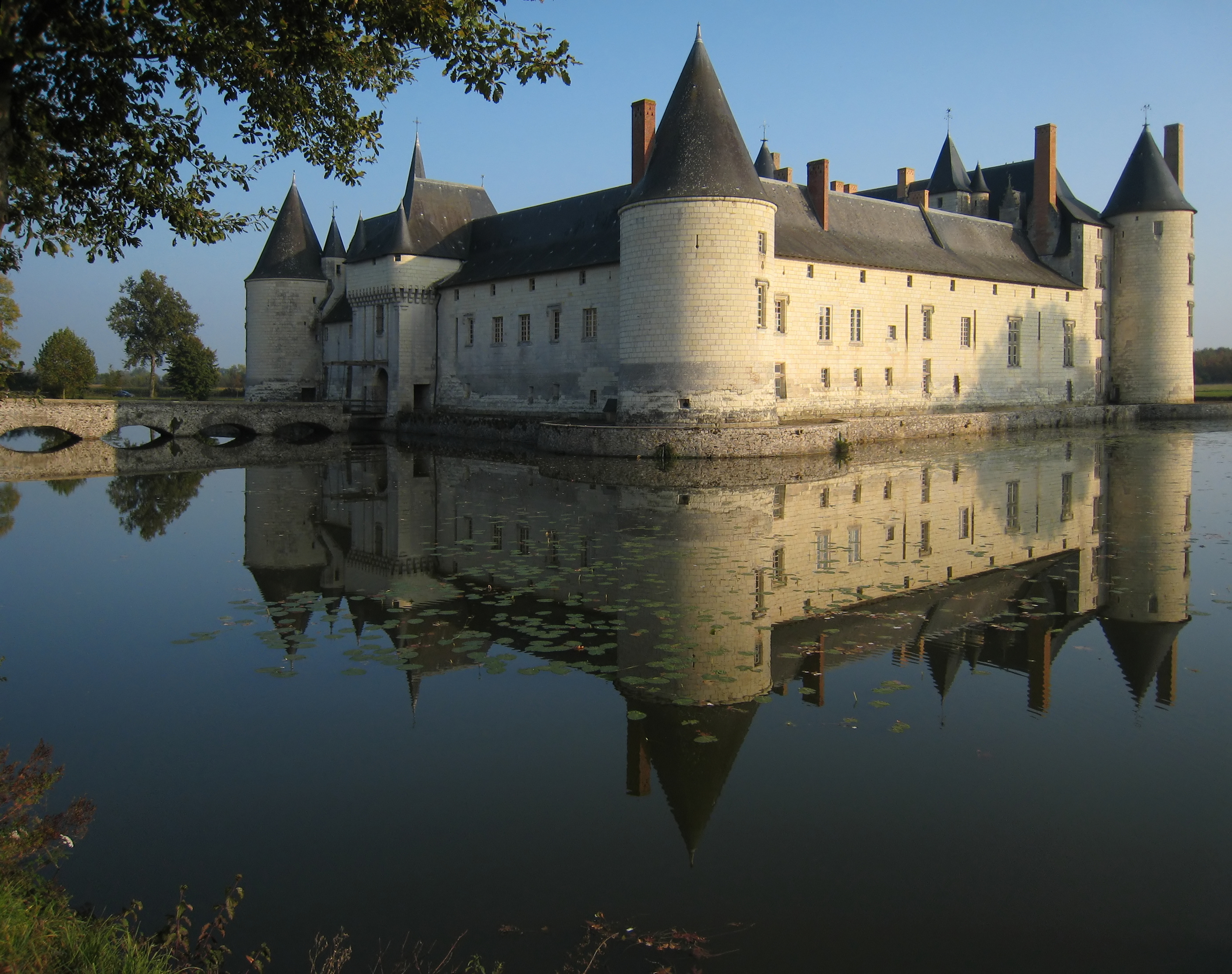
Замок Плесси-Бурре

.

## Релиз
Первой состоялась премьера в Италии — 25 февраля 1965 года, во Франции — 31 января 1966 года, в Турции — в марте, в ФРГ — 3 марта, в Финляндии — 18 марта, в Швеции — 23 марта, в Дании — 19 сентября, в Португалии — 16 ноября 1967 года, в ГДР — 4 декабря 1970 года.
В 1968 году картина стала лауреатом немецкой премии «Золотой экран» (англ. Golden Screen).
Фильм неоднократно издавался в России на VHS и DVD в период с 2000 по 2006 годы — выпуском картины занимались такие студии, как «Светла», «RUSCICO», «ОРТ- Видео», «Лизард», «Vlad LISHBERGOV» и «Мастер Тэйп». Несмотря на существование классического дубляжа советских времён, большинство изданий содержало синхронный закадровый перевод картины.